# Juri Wladimirowitsch Nikulin

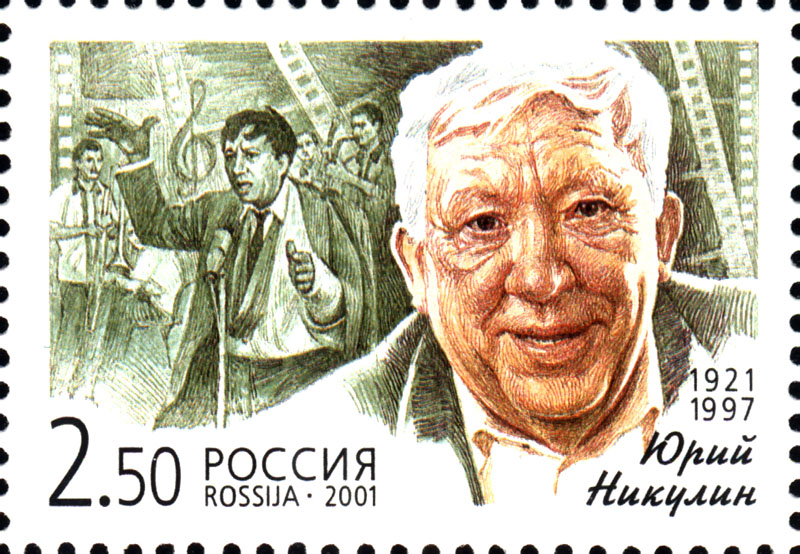
Juri Nikulin

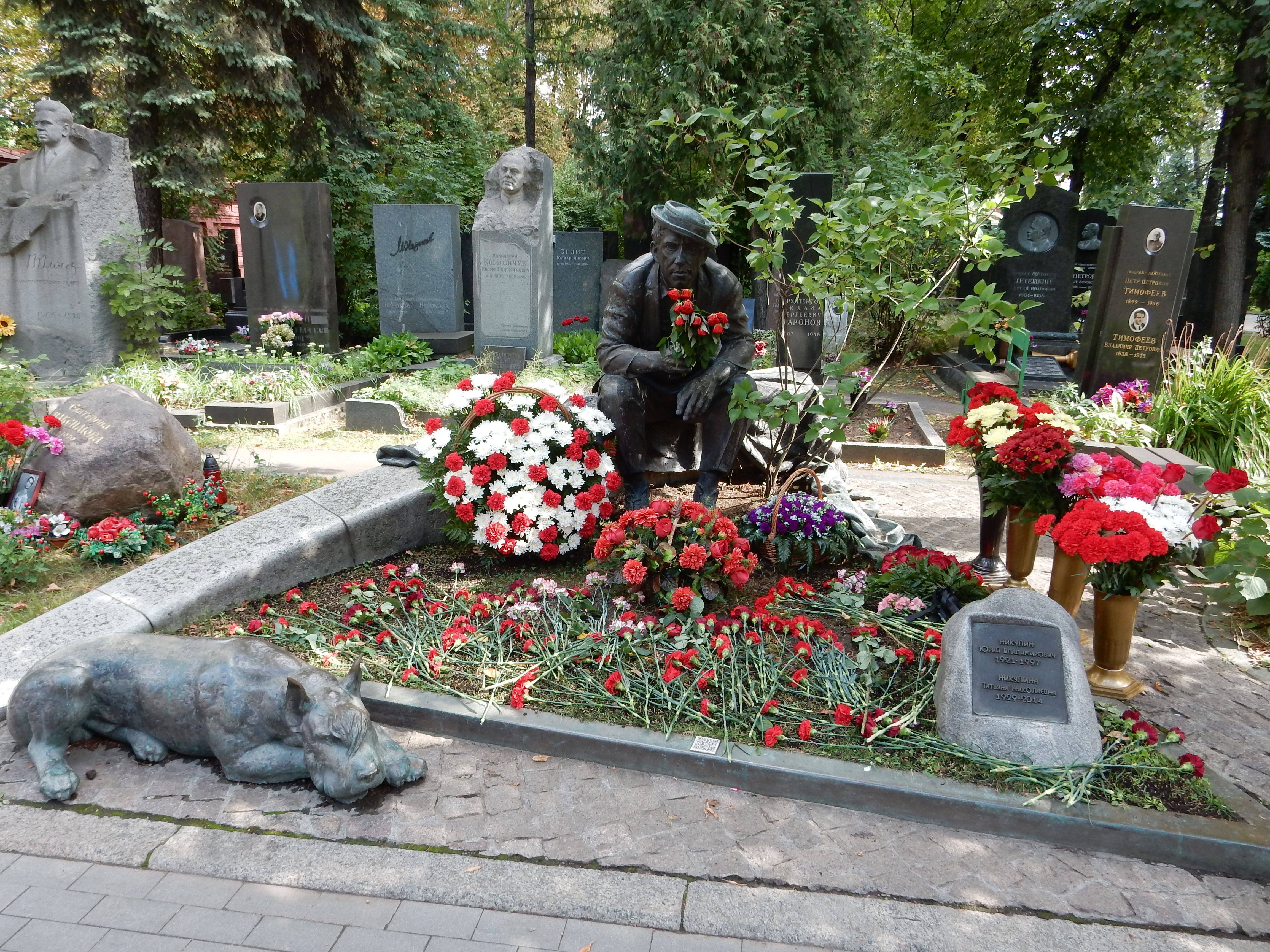
Grab Juri Nikulin

Juri Wladimirowitsch Nikulin (russisch Юрий Владимирович Никулин, wiss. Transliteration Jurij Vladimirovič Nikulin; * 18. Dezember 1921 in Demidow, Sowjetrussland; † 21. August 1997 in Moskau) war ein russischer Clown und Filmschauspieler.

## Leben
Nikulin war Sohn eines Journalisten und Satirikers. Er leistete von 1939 bis 1946 Militärdienst in der Roten Armee, wo er während des Zweiten Weltkriegs 1944 aufgrund seines komödiantischen Talents von einem Politkommissar für die Truppenbetreuung entdeckt wurde. Nach Kriegsende bewarb sich Nikulin erfolglos um die Aufnahme in eine Schauspielschule, als er durch eine Zeitungsannonce auf den Zwetnoi-Boulevard-Zirkus aufmerksam wurde und dort bis 1950 eine Ausbildung zum Zirkusclown absolvierte.
1958 gab er in Das Mädchen mit der Gitarre sein Spielfilmdebüt. Dennoch avancierte er nicht durch große Produktionen zu einem der beliebtesten Filmstars der russischsprachigen Welt, sondern durch einige Kurzfilme unter der Regie von Leonid Gaidai, in denen er in einem Trio mit Georgi Wizin und Jewgeni Morgunow seine physische Komik ausspielen konnte. 1983 spielte er an der Seite von Kristina Orbakaite in dem Film Vogelscheuche den Großvater.
Als Solokünstler wurde Nikulin vor allem durch Komödienfilme berühmt wie Der Brillantenarm (Бриллиантовая рука, Brilliantowaja ruka). In Gaidais Komödie 12 Stühle (12 стульев) hatte er auch eine kleine Rolle. Er spielte aber auch in Filmen über den Krieg wie Als die Bäume groß waren (Когда деревья были большими), Zwanzig Tage ohne Krieg (Двадцать дней без войны).
Daneben war er ein viel beschäftigter Fernsehkomiker und Moderator der Fernsehsendung Weißer Papagei (Белый попугай), in der Prominente sich gegenseitig Witze erzählen mussten.
Die Popularität des zweifachen Trägers des Leninordens war nach dem Ende der Sowjetunion ungebrochen.
Nikulin, ein enger Freund des ehemaligen Moskauer Bürgermeisters Juri Luschkow, engagierte sich auch als Unterstützer von Boris Jelzin bei dessen Wiederwahl 1996.
Von 1982 bis zu seinem Tod war Nikulin außerdem Direktor des Moskauer Zirkus auf dem Zwetnoi-Boulevard, seinem früheren Ausbildungsort, der heute seinen Namen trägt, ebenso wie der Asteroid (4434) Nikulin.
Nikulin ist auf dem Nowodewitschi-Friedhof in Moskau begraben.

## Filmografie (Auswahl)
- 1958: Das Mädchen mit der Gitarre (Dewuschka s gitaroi)
- 1959: Versuch’s mit der Liebe (Nepoddajuschtschijesja)
- 1961: Als die Bäume groß waren (Kogda derewja byli bolschimi)
- 1963: Ohne Furcht und Tadel (Bes stracha i uprjoka)
- 1965: Von einem, der auszog, das Lügen zu lernen (Fantasjory)
- 1965: Operation „Y“ und andere Abenteuer Schuriks (Operazija «Ы» i drugije prikljutschenija Schurika)
- 1965: Bitte, das Beschwerdebuch (Daitje schalobnuju knigu)
- 1965: Polizeihund Muchtar (Ko mne, Muchtar!)
- 1966: Der kleine Ausreißer (Malenki beglez)
- 1966: Andrej Rubljow (Andrej Rubljow)
- 1967: Entführung im Kaukasus (Kawkasskaja plenniza, ili Nowyje prikljutschenija Schurika)
- 1969: Der Brillantenarm (Brilliantowaja ruka)
- 1971: Die Alten, diese Räuber (Stariki-rasboiniki)
- 1975: Sie kämpften für die Heimat (Они сражались за родину)
- 1976: Trawkas Abenteuer (Prikljutschenija Trawki)
- 1976: 20 Tage ohne Krieg (Dwadzat dnei bes woiny)
- 1986: Vogelscheuche (Tschutschelo)